# Ciclooctatetraeno
1,3,5,7-Ciclooctatetraeno (COT) é um derivado insaturado do ciclooctano, com a fórmula C8H8. Também é conhecido como [8]-anuleno. Este hidrocarboneto poli-insaturado é um líquido incolor a amarelo brilhante, inflamável, a temperatura ambiente. Por causa de sua relação estequiométrica com o benzeno, COT tem sido objeto de muita pesquisa e alguma controvérsia.